# Samuel Gmelin
Samuel Gmelin (* 28. Februar 1611 in Bebenhausen; † 7. Mai 1676 in Herrenberg) war ein deutscher evangelischer Theologe.

## Leben
Samuel Gmelin, geboren am 28. Februar 1611 in Bebenhausen als Sohn Wilhelm Gmelins, erlangte 1631 den Grad eines Magisters. Anschließend wurde er Pfarrer in Neckartailfingen, als die Gemeinde jedoch 1634 durch ein Feuer zerstört wurde, siedelte sie nach Grötzingen um. Ein Jahr nach dem Brand wechselte er nach Beuren, 1650 nach Sondelfingen und 1657 nach Seißen. Diese letzte Pfarrstelle gab er zehn Jahre darauf zu Gunsten einer Tätigkeit als Spezialsuperintendent in Sulz auf. Später, 1672, wechselte er aber erneut die Ämter und übernahm eine Pfarrstelle in Herrenberg. Diese gab er ein Jahr vor seinem Tod wieder ab; Gmelin starb schließlich am 7. Mai 1676 im Alter von 65 Jahren.
Gmelin wollte sich zunächst mit Brigitta Kolb verheiraten, doch verstarb diese vor der Hochzeit. So ehelichte er in Stuttgart am 9. März 1636 Sabine Knapp, in Beuren am 23. April 1639 Katharina Hegel – Tochter Johann Georg Hegels, womit Gmelin zur Familie Hegel gehörte – und am 9. August 1653 schließlich Eva Schleuß. Insgesamt hatte Gmelin zehn Kinder, unter ihnen der Mediziner Johann Georg Gmelin.